# 吴灿
吴灿（1953年—），曾任中华民国最高法院院长。國立台灣大學法律系畢業，司法官訓練所第23期結業，曾任台北地方法院、金門地方法院、宜蘭地方法院、台湾高等法院法官。為最高法院庭長直升院長第一人，亦是2000年以來最高法院首位刑事背景的院長。

## 生平
2020年4月1日，受总统蔡英文任命就任中华民国最高法院院长。
2021年3月，因最高法院法官捲入翁茂鍾案哽咽致歉。

## 吳燦基準
吴灿基准是吴灿任最高法院刑事庭法官時，於判決提出的一套检验死刑量刑的标准，該判決指出應詳盡逐一、以類似「盤點存貨」的謹密考量《中華民國刑法》第57條各款為死刑量刑的審酌依據，該條各款事由如下：
1. 犯罪之動機、目的
2. 犯罪時所受之刺激
3. 犯罪之手段
4. 犯罪行為人之生活狀況
5. 犯罪行為人之品性
6. 犯罪行為人之智識程度
7. 犯罪行為人與被害人之關係
8. 犯罪行為人違反義務之程度
9. 犯罪所生的危險或損害
10. 犯罪後之態度

最高法院判決提出吳燦基準前，各級法院判處死刑的量刑調查與理由常有不詳盡或未逐一說明的情形，甚至無故以激動的用詞評價被告。提出吳燦基準的判決則認為，死刑是終結人民生命權及其一切權利的極刑，法院判決必須符合罪責原則，並綜合評價上述十款事項等有利或不利被告的情狀後，均認為不得以仍須處以死刑時，才能對被告判處死刑。

## 著作
| 书名                 | 作者 | 出版社       | 出版时间  | 页数 | ISBN               |
| -------------------- | --- | ------------ | --------- | ---- | ------------------ |
| 刑事再審與救濟無辜   | 羅秉成、李榮耕/主编 王乃彥、朱石炎、吳燦、吳俊毅、林鈺雄、林超駿、金孟華、陳運財、陳重言、薛智仁、謝國欣、謝煜偉/著 | 元照出版公司 | 2016年9月 | -    | ISBN 9789862558119 |
| 刑事證據法與救濟程序 | 吴灿 | 元照出版公司 | 2021年9月 | 504  | ISBN 9789575115784 |
| 刑事法裁判評析       | 吴灿 | 元照出版公司 | 2023年3月 | -    | ISBN 9789575119645 |

## 評價
- 司法院院长許宗力认为，吳燦學養深厚、著作等身，共有50餘篇刑事法的學術專著，遍及刑事證據法則、沒收制度，另曾對死刑量刑提出通盤檢驗標準，而有「吳燦基準」美稱，對後續重大刑事案件的說理密度有深遠影響[3]。

## 語錄
- 法官唯一可以爭取當事人的信任的工具，就是他的判決，唯有精準判決，才能夠說服人民，獲得人民的信賴[5]。